# Britt Lind
Britt Lind, född 26 september 1945 i Sauda, Norge, är en amerikansk skådespelare, författare, djurrättsaktivist och sångerska. Britt Lind debuterade 1971 i Clint Eastwoods regidebut Mardrömmen och har sedan dess synts i flera TV-serier, till exempel Kojak, Familjen Macahan, Columbo samt Starsky och Hutch. 
I Familjen Macahan gestaltade hon Erika Hanks, en ung vacker kvinna som tillhör den religiösa sekten simoniterna. Hon sköter om Luke Macahan (Bruce Boxleitner) efter att han blivit skjuten och de blir förälskade i varann.